# Петтон Освальт
Петтон Освальт (англ. Patton Oswalt; 27 січня 1969, Портсмут) — американський стендап-комік, актор і сценарист. Відомий за роллю Спенсера Олчіна в ситкомі «Король Квінса» (1998—2007), озвучення Ремі в мультфільмі «Рататуй» (2007), а також за роллю братів Кеніг в серіалі «Агенти Щ.И.Т.» (2014- 17).

## Життєпис
Навчався в школі Броад Ран (Broad Run High School) (закінчив в 1987; Лаудон). Закінчив Коледж Вільяма і Мері. Почав виступати в стендап шоу наприкінці 1980-х років. Після того як написав сценарій до скетч-шоу MADtv і знімався у своєму власному комедійному серіалі в 1996 спеціально для телеканалу HBO, Паттон Освальт почав зніматися в різних картинах. Його перша роль у фільмі була як голос персонажа Ремі в анімаційному фільмі Рататуй у 2007 році. Також озвучував ряд інших фільмів. У 2004 році випустив комедійний альбом Feelin 'Kinda Patton, 10 липня 2007 року — 2-й альбом: Werewolves and Lollipops на студії Sub Pop, 23 серпня 2009 року — 3-й альбом: My Weakness is Strong (номінований на «Греммі»).
Комедійний спецпроєкт Освальта "Говорити під аплодисменти" вийшов на Netflix 22 квітня 2016 року. За альбом він отримав премію "Еммі" в номінації "Видатний сценарій для естрадного спектаклю" та премію "Греммі" за найкращий комедійний альбом. Комедійний спектакль Освальта "Знищення" вийшов на Netflix 17 жовтня 2017 року. В епізоді Hiking with Kevin Nealon на YouTube, опублікованому 14 листопада 2019 року, Освальт підтвердив новий спеціальний випуск I Love Everything, записаний за три тижні до запису походу. Зараз він транслюється на Netflix і був номінований на чергову премію "Еммі" в прайм-тайм. У 2021 році він знявся в рекламній кампанії букмекерської контори Caesars Sportsbook, зігравши персонажа на ім'я Карл.

## Фільмографія
| Рік  |    | Українська назва                      | Оригінальна назва                         | Роль                                 |
| ---- | -- | ------------------------------------- | ----------------------------------------- | ------------------------------------ |
| 1996 | ф  | Прибрати перископ                     | Down Periscope                            | епізодична роль                      |
| 1999 | ф  | Людина на Місяці                      | Man on the Moon                           | епізодична роль                      |
| 1999 | ф  | Магнолія                              | Magnolia                                  | Делмер Даріон                        |
| 2001 | ф  | Зразковий самець                      | Zoolander                                 | епізодична роль                      |
| 2002 | ф  |                                       | Run Ronnie Run                            | епізодична роль                      |
| 2002 | ф  |                                       | ZigZag                                    |                                      |
| 2003 | ф  |                                       | Calendar Girls                            | епізодична роль                      |
| 2004 | ф  | Нью-Йоркське таксі                    | Taxi                                      |                                      |
| 2004 | ф  | Блейд: Трійця                         | Blade: Trinity                            | Геджес                               |
| 2004 | ф  |                                       | Starsky and Hutch                         |                                      |
| 2006 | ф  | Кохання та інші неприємності          | Failure to Launch                         |                                      |
| 2007 | ф  |                                       | Reno 911!: Miami                          |                                      |
| 2007 | ф  | Поворот не туди 2: Безвихідь          | Wrong Turn 2: Dead End                    | голос                                |
| 2007 | ф  | Рататуй                               | Ratatouille                               | Ремі                                 |
| 2007 | ф  | Чак і Ларрі: Запальні молодята        | Now Pronounce You Chuck and Larry         |                                      |
| 2007 | ф  | Кулі гніву                            | Balls of Fury                             | Кувалда                              |
| 2007 | ф  |                                       | Super High Me                             | епізодична роль                      |
| 2008 | ф  | Секс і 101 смерть                     | Sex and Death 101                         |                                      |
| 2008 | ф  |                                       | All Roads Lead Home                       |                                      |
| 2009 | ф  | Типу крутий охоронець                 | Observe and Report                        | Роджер                               |
| 2009 | ф  |                                       | Big Fan                                   |                                      |
| 2009 | ф  | Інформатор                            | The Informant!                            | Ед Гербст                            |
| 2010 | ф  |                                       | Blood into Wine                           |                                      |
| 2010 | ф  |                                       | Young Adult                               |                                      |
| 2011 | ф  | Шалене Різдво Гарольда і Кумара       | A Very Harold & Kumar 3D Christmas        | Ларрі Юстон (Санта-Клаус в магазині) |
| 2012 | ф  | Шукаю друга на кінець світу           | Seeking a Friend for the End of the World | Роач                                 |
| 2013 | ф  |                                       | Odd Thomas                                | Оззі П. Бун                          |
| 2013 | ф  | Таємне життя Волтера Мітті            | The Secret Life of Walter Mitty           | Тод                                  |
| 2014 | ф  | Мачо і ботан 2                        | 22 Jump Street                            | Професор Джейкобс                    |
| 2015 | ф  |                                       | The Kitchen Sink                          |                                      |
| 2015 | ф  | Minecraft: Story Mode                 | Minecraft: Story Mode                     | Джессі                               |
| 2016 | ф  | Встигнути за Джонсами                 | Keeping Up with the Joneses               | Брюс Спрінгстін / Скорпіон           |
| 2019 | ф  | Секрети домашніх тварин 2             | The Secret Life of Pets 2                 | Макс                                 |
| 2021 | с  | М.О.Д.О.К.                            | Marvel's M.O.D.O.K.                       | Джордж Тарлтон/М.О.Д.О.К.            |
| 2021 | ф  | Вічні                                 | Eternals                                  | Троль Піп                            |
| 2022 | с  | Пісочний чоловік                      | The Sandman                               | Крук                                 |
| 2024 | ф  | Мисливці на привидів: Крижана імперія | Ghostbusters: Frozen Empire               | доктор Губерт Вартцкі                |
| 2026 | мф | Цап-забивайло                         | Goat                                      | Денніс                               |